# Priocnemis cyphonota
Priocnemis cyphonota (лат.) — вид дорожных ос рода Priocnemis (подрод Leptopriocnemis, Pompilidae).

## Распространение
Дальний Восток: Приморский край (Кедровая Падь, Владивосток, Лазовский заповедник, Уссурийский заповедник), Курильские острова (Кунашир), Япония (Хоккайдо, Хонсю, Кюсю).

## Описание
Длина тела самцов 6,0—10,0 мм, самок — 7,1—12,0 мм. Основная окраска тела чёрная. Лёт отмечен в августе и сентябре. Предположительно, как и другие виды своего рода охотятся на пауков.